# Кунгурцев, Владимир Кузьмич
Владимир Кузьмич Кунгурцев (род. 1937) — советский хоккеист, нападающий. Мастер спорта СССР (1963).

## Биография
Выступал за новосибирские команды «Химик» (1955/56), «Крылья Советов» (1956/57), «Динамо» (1957/58 — 1961/62), «Сибирь» (1962/63 — 1964/65), «Чкаловец» (1967/68 — 1969/70). В сезонах 1964/65 — 1966/67 играл за «Шахтёр» Прокопьевск.
В чемпионате СССР провёл пять сезонов (1957/58, 1959/60 — 1962/63).